# Complete (The Cats)
Complete is een muziekalbum van The Cats uit 2014. Het album werd uitgebracht op 18 april van dat jaar tijdens het 50-jarige jubileum van The Cats.
Het verzamelwerk bestaat uit een box met 19 cd's en omvat nagenoeg het gehele werk uit de geschiedenis van de band. Tegelijk met deze uitgave verscheen het verzamelalbum Collected dat werd samengesteld door zanger Piet Veerman en bassist Arnold Mühren.
De box is in feite een heruitgave van alle 15 albums die in Nederland zijn verschenen, aangevuld met de Duitstalige cd Katzen-spiele (1972) en de twee cd's van het album Live (1984). Verder is er de cd Singles & rarities aan toegevoegd waarop nummers staan die alleen op single of op andere uitgaven werden uitgebracht. Hier vallen ook vijf nummers onder van de soloalbums uit 1975-76 van Piet Veerman (Rollin' on a river), Cees Veerman (Another side of me) en Jaap Schilder (Stay ashore).
Op 26 april 2014 kwam het album binnen op nummer 30 van de Album Top 100.

## Cd's
Compete bestaat uit de volgende albums:
1. Cats as cats can (1967)
2. Cats (1968)
3. Colour us gold (1969)
4. Take me with you (1970)
5. Cats aglow (1971)
6. Signed by The Cats (1972)
7. Katzen-spiele (1972)
8. Home (1973)
9. Love in your eyes (1974)
10. Hard to be friends (1975)
11. We wish you a merry Christmas (1975)
12. Homerun (1976)
13. Like the old days (1978)
14. Third life (1983)
15. Live - Part 1 (1984)
16. Live - Part 2 (1984)
17. Flyin' high (1985)
18. Shine on (1994)
19. Singles & rarities

### De 19e cdSingles & rarities
De duur van de nummers is ontleend aan andere albums en kan met deze cd verschillen.
| Nummer | Naam                            | Geschreven door                           | Duur | Opmerkingen |
| ------ | ------------------------------- | ----------------------------------------- | ---- | ----------- |
| 1.     | Juke-box                        | Bert Berns en Phil Medley                 | 2:51 |             |
| 2.     | I'm ashamed to tell             | Arnold Mühren                             | 2:28 |             |
| 3.     | What have they done to the rain | Malvina Reynolds                          | 2:28 |             |
| 4.     | Sailor                          | Jaap Schilder                             | 4:12 |             |
| 5.     | Whiskey bottle                  | Jaap Schilder en Alan Parfitt             | 3:44 |             |
| 6.     | Another side of me              | Larry Murray en John Beland               | 3:27 |             |
| 7.     | Yesterday be dead and gone      | Cees Veerman                              | 3:53 |             |
| 8.     | Rollin' on a river              | Piet Veerman en Nail Che                  | 5:45 |             |
| 9.     | She don't love me               | James Donellan                            | 3:15 |             |
| 10.    | If I could be with you now      | Cees Veerman                              | 3:05 |             |
| 11.    | La diligence                    | Jos Cleber, Arnold Mühren en Piet Veerman | 3:30 |             |
| 12.    | The best years of my life       | John Ewbank                               | 3:49 |             |
| 13.    | Those were the days             | John Ewbank                               | 3:56 |             |